# Familiengarten Eberswalde

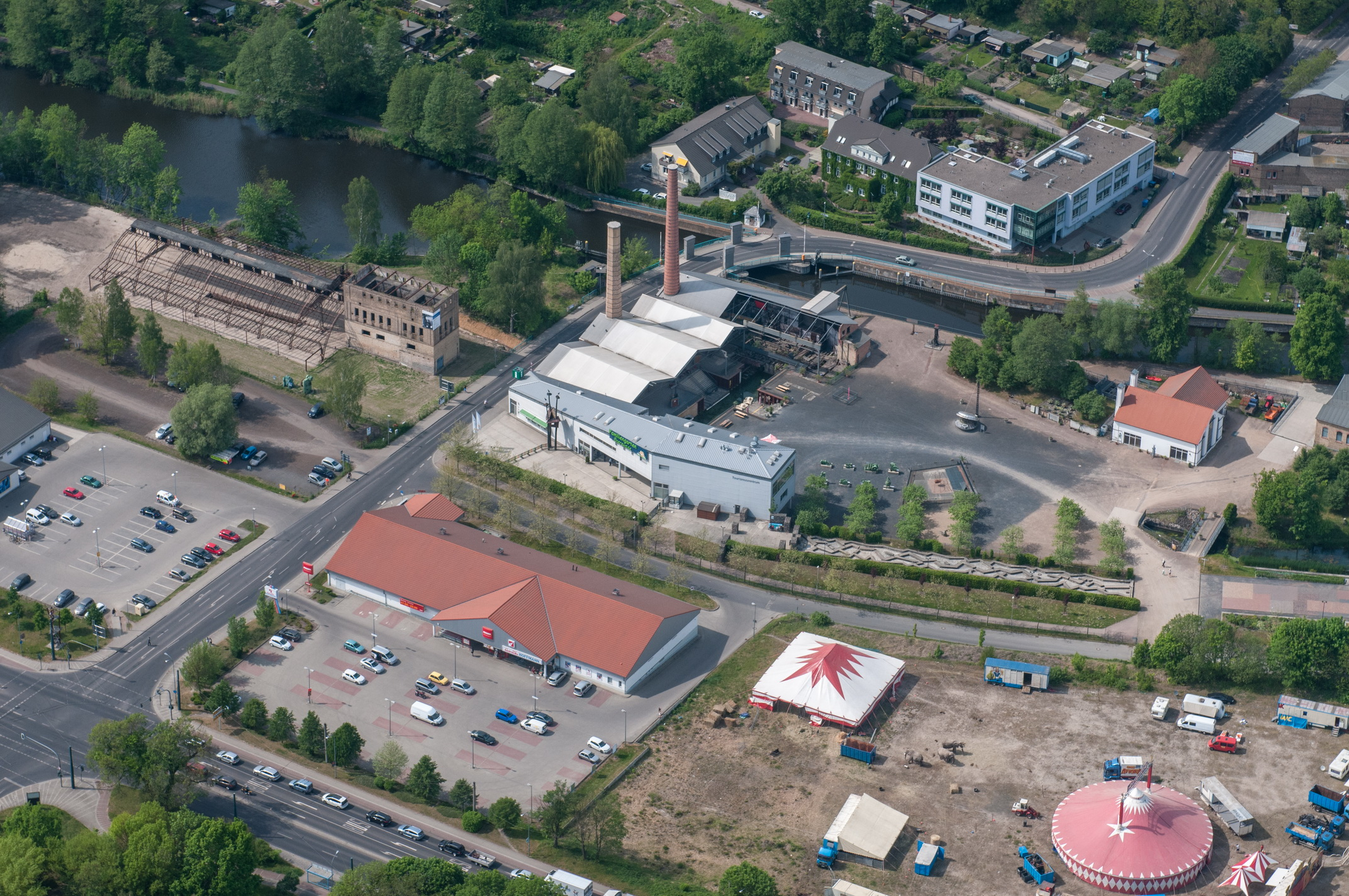
Luftaufnahme Eingangsbereich 2017

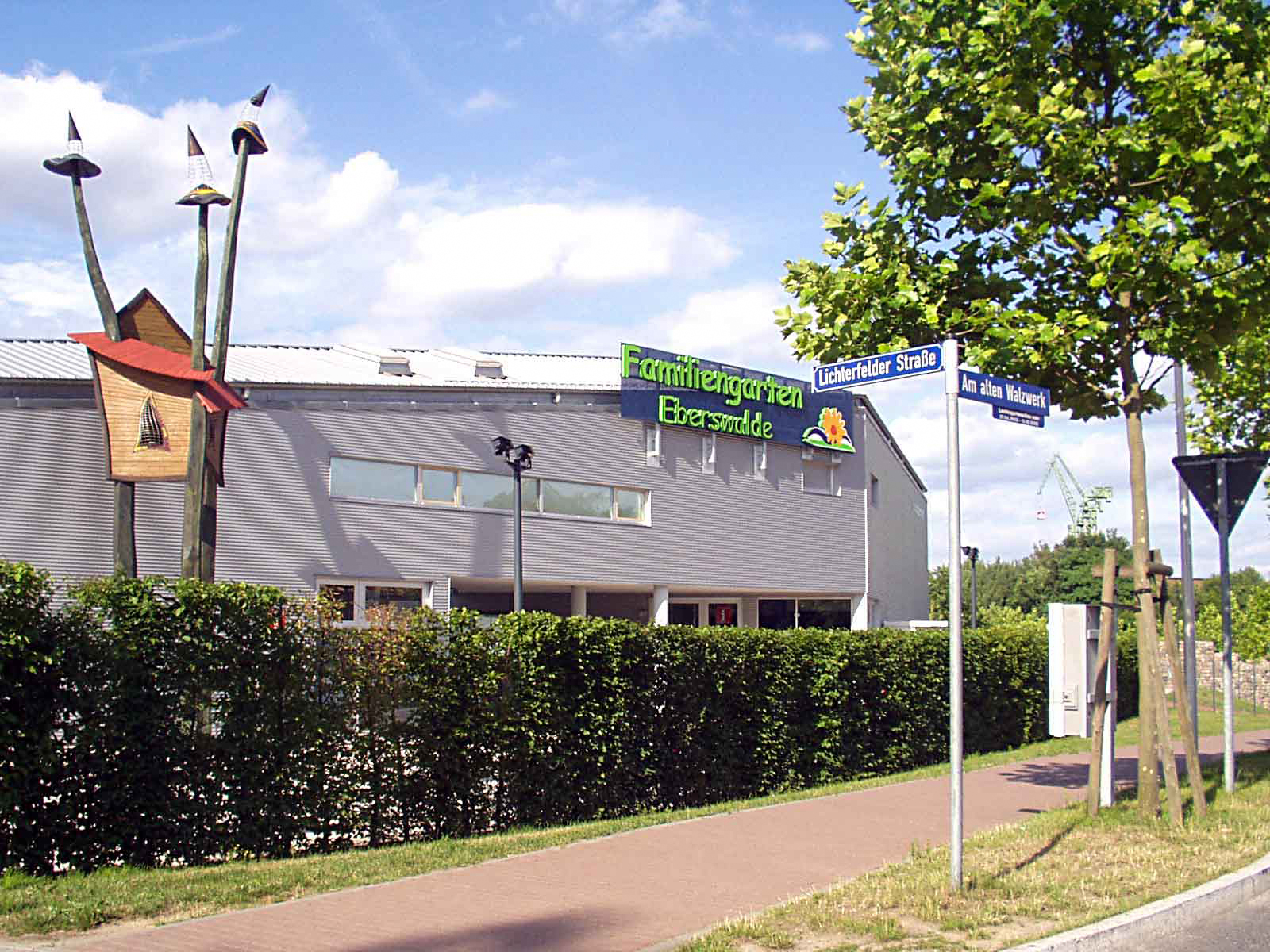
Eingang zum Familiengarten, im Hintergrund der „Eberkran“

Der Familiengarten Eberswalde ist ein zur zweiten Brandenburgischen Landesgartenschau 2002 entwickelter Landschaftspark auf den Flächen eines alten Walzwerks in Eberswalde und dient seitdem als Freizeit- und Veranstaltungsgelände. Die Gestaltung erfolgte durch das Landschaftsarchitekturbüro Topotek 1 aus Berlin. Er verbindet Industriekultur mit Gartenkunst und Freizeitnutzung.

## Geschichte

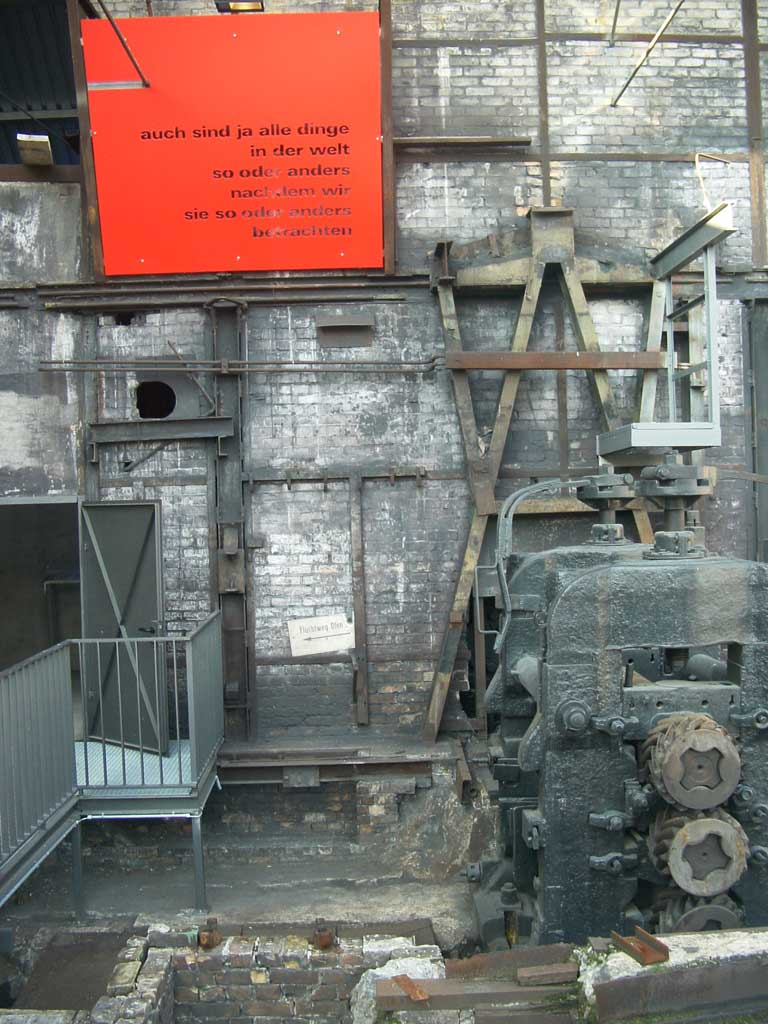
Ein Trio-Walzgerüst des alten Walzwerks

Das Finowtal ist die älteste Industrielandschaft der Mark Brandenburg. Das früher sogenannte „märkische Wuppertal“ entstand Anfang des 17. Jahrhunderts in Eberswalde und Heegermühle (heute E.-Finow) mit den Stadtteilen Kupferhammer, Messingwerk und Eisenspalterei entlang des Finowkanals.
1998 wurde ein Wettbewerb zur Umgestaltung des ehemaligen „Altwerks“ (Walzwerk Finow in Eisenspalterei) durchgeführt. Schließlich wurde 2002 die zweite Brandenburgische Landesgartenschau unter dem Motto „Blütenträume am Finowkanal“ eröffnet.

## Nutzung

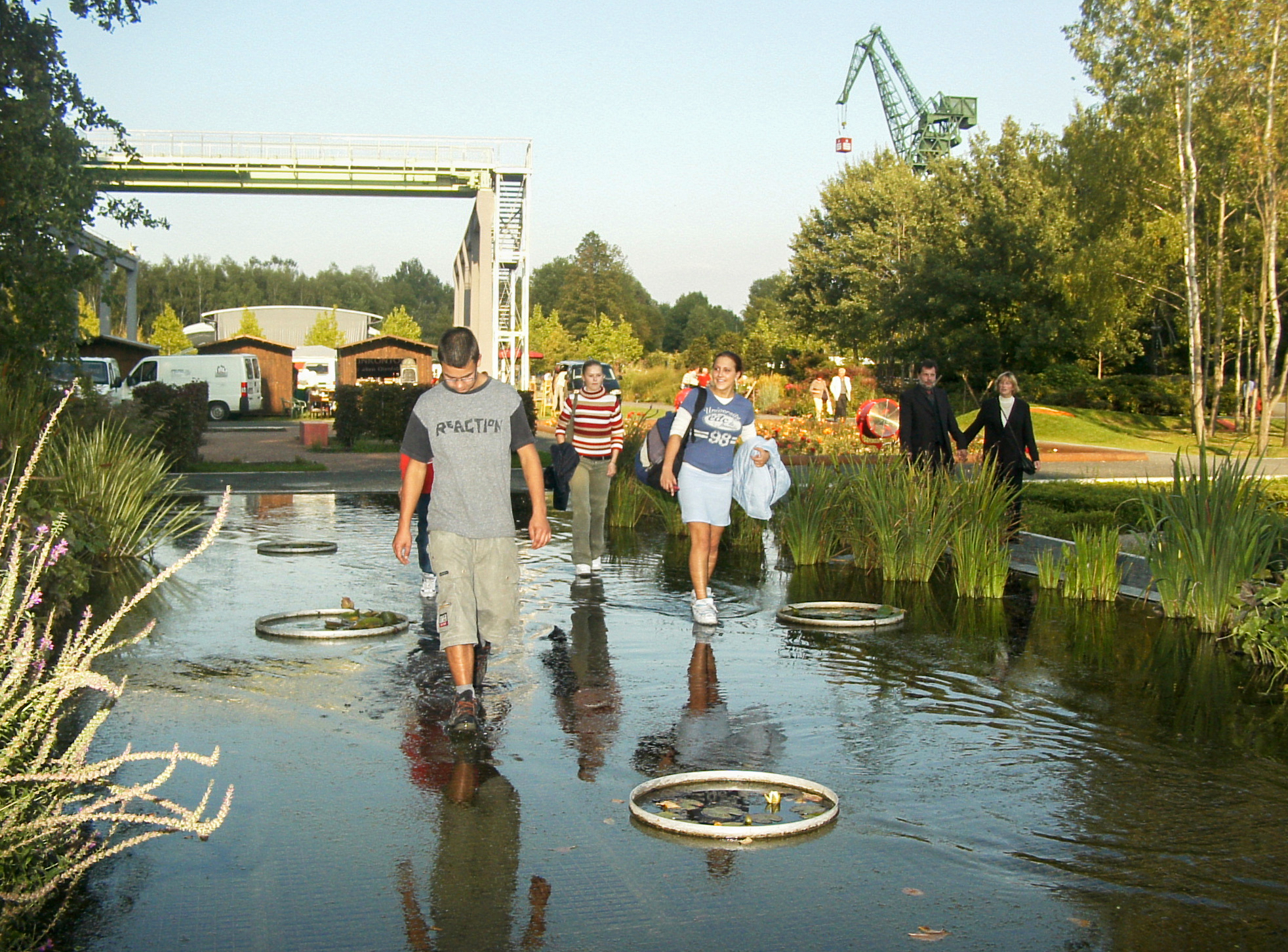
Besucher im „Jesusgarten“ bei den Eberswalder Wirtschaftstagen (EWITA) 2003, rechts der „Eberkran“

Der im Westen der Eberswalder Innenstadt gelegene Familienpark ist vom 01.04. bis 31.10. gegen Eintritt zugänglich.
Die Gartenanlagen umfassen unter anderem einen Asiatischen Garten mit Bonsais und einer Modelleisenbahn, einen Japanischen Garten, einen „Jesusgarten“ genannten begehbaren Wassergarten, einen Apothekergarten und einen Heckengarten aus Hainbuchen. Spielplätze, eine Tourismusinformation, Gastronomie sowie Tagungs- und Veranstaltungsräumlichkeiten sind ebenfalls vorhanden.
Daneben sind technische Anlagen und Bauwerke zu besichtigen, unter anderem das Blechenhaus, die Hufeisenfabrik, Reste des alten Walzwerks und – als Wahrzeichen Eberswaldes und weithin sichtbare Landmarke – der aus den 1950er Jahren stammende „Eberkran“ oder „Montageeber“ genannte Kran mit einer Aussichtsplattform. Mit Tretbooten können die „Betriebsarchen“, die unterirdische Welt der Sinterkanäle, befahren werden; Überreste der ersten Walzstraße sowie zwei Schornsteine sind ebenfalls vorhanden. Vom eigentlichen Altwerk ist jedoch nicht mehr viel erhalten geblieben.
Weitere Attraktionen des Parks sind eine Dampfspeicherlokomotive und die ins Guinness-Buch der Rekorde aufgenommene, etwa 20 t schwere „größte Taschenuhr der Welt“.

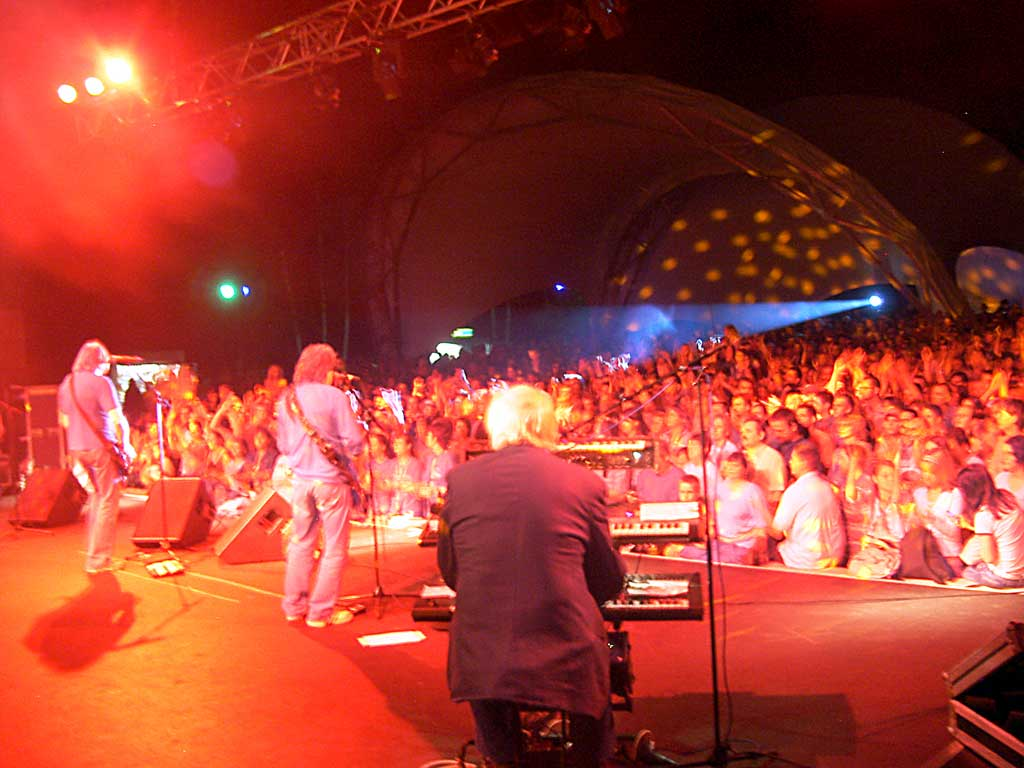
Puhdys-Konzert 2005

Neben Veranstaltungen lokaler Bedeutung wie z. B. dem Finowkanalfest wird der Familienpark auch für Konzerte überregional bekannter Künstler genutzt, 2006 u. a. von Bonnie Tyler und Matthias Reim. Open-Air-Konzerte finden auf der bis zu 4.000 Personen fassenden Freilichtbühne statt, Hallenkonzerte in der als Stadthalle genutzten Hufeisenfabrik.
Die Diskothek „Altwerk“ auf dem Gelände des ehemaligen Rohrleitungsbaus nahe dem Altwerk hat nichts mit dem eigentlichen Altwerk zu tun, sie nutzt nur diesen Namen.

## Fußnote
1. ↑  Zeit Online 2003: „Von der Industriebrache zur Kunstlandschaft“

Koordinaten: 52° 50′ 28,1″ N, 13° 46′ 1,5″ O